# Nando (Fußballspieler, 1966)
Nando (* 3. Juli 1966 in Rio de Janeiro; bürgerlich Fernando Pereira de Pinho Júnior) ist ein ehemaliger brasilianischer Fußballspieler.

## Karriere
Nando spielte in Brasilien bei Bangu AC und beim CR Flamengo in Rio de Janeiro. Bei Flamengo erzielte er in 24 Einsätzen insgesamt 17 Tore. Der Hamburger Spielervermittler Wolfgang Kuhlmann bot Nando im Januar 1990 dem deutschen Bundesligisten Hamburger SV an. Nando, der im Vorjahr mit Flamengo am Hafenpokal in Hamburg teilgenommen hatte, kam Mitte Januar 1990 zum Probetraining zum HSV und wurde noch im selben Monaten unter Vertrag genommen. Der HSV entrichtete eine Ablösesumme von 1,2 Millionen D-Mark.
Im Februar 1990 wurde er nach zwei Treffern in einem Freundschaftsspiel gegen den DDR-Oberligisten Dynamo Dresden vom Hamburger Abendblatt als „Nando, der Zauberer“ bezeichnet, der sich „so langsam zum Glücksgriff“ entwickele. Die Euphorie um den Brasilianer wurde weiter angeheizt, als er in seinem ersten Bundesliga-Einsatz Ende Februar 1990 beim 6:0 über Bayer Uerdingen zwei Treffer erzielte und an drei weiteren Toren beteiligt war. Die anfangs guten Leistungen wurden weniger, am Ende der Saison 1989/90 schätzte das Hamburger Abendblatt Nandos Leistungen mit den Worten ein, dieser sei wie auch sein Nebenmann im Sturm, Jan Furtok, „meist blaß“ geblieben. Nachdem Nando im vorherigen Verlauf des Spieljahres 1990/91 selten in der Anfangself gestanden hatte, trug er Mitte April 1991 bei einem Einsatz über 90 Minuten drei Tore zum 4:0-Sieg über Borussia Dortmund bei. Unter HSV-Trainer Gerd-Volker Schock spielte Nando in der Saison 1991/92 kaum noch, das Verhältnis galt als zerrüttet, nach dem im März 1992 erfolgten Trainerwechsel baute Egon Coordes wieder verstärkt auf den Brasilianer.
Nando verließ Hamburg Anfang Juni 1992, nach 65 Bundesligaspielen und 17 Toren für den HSV zog es ihn zurück nach Brasilien zum SC Internacional aus Porto Alegre. Der damalige HSV-Vorsitzende Jürgen Hunke bemühte sich anschließend in Verhandlungen mit Nandos Berater Juan Figer, einen Teil der 1990 gezahlten Ablösesumme zurückerstattet zu bekommen. Hunke äußerte, der HSV werde in seiner Amtszeit keinen südamerikanischen Spieler mehr unter Vertrag nehmen, sollte der HSV kein Geld für den Brasilianer erhalten. Im September 1993 gab Hunke preis, das für Nando erhaltene Geld habe zur damals deutlich vorangeschrittenen wirtschaftlichen Gesundung des Vereins beigetragen. Mit dem SC Internacional wurde Nando 1992 brasilianischer Pokalsieger. Als seine Stärken galten das Kopfballspiel, Antrittsschnelligkeit, Technik und Spielverständnis.

## Erfolge
SC Internacional
- Copa do Brasil: 1992